# Le Géant du Grand Nord
Pour plus de détails, voir Fiche technique et Distribution.
Le Géant du Grand Nord (Yellowstone Kelly) est un western américain réalisé par Gordon Douglas et sorti en 1959.

## Synopsis
Luther Kelly, un trappeur, ayant sauvé la vie du chef indien Gall, a l'autorisation de poser des pièges sur le territoire des Sioux. Il est aidé par son assistant Anse Harper. Kelly refuse de guider l'armée fédérale à travers ce territoire. Sur le chemin du retour, Kelly et Harper sont faits prisonniers par Sayapi, le neveu de Gall. Les deux trappeurs réussissent à soustraire Wahleeah, une jeune indienne, des griffes de Sayapi. Cependant, le major Towns, mégalomane arriviste, fou de rage du refus de Kelly, tente d'envahir les terres réservées aux Indiens...

## Fiche technique
- Titre : Le Géant du Grand Nord
- Titre original : Yellowstone Kelly
- Réalisation : Gordon Douglas
- Scénario : Burt Kennedy, d'après un roman de Heck Allen (en)
- Chef opérateur : Carl E. Guthrie
- Musique : Howard Jackson
- Costumes : Marjorie Best
- Décors : William Wallace
- Montage : William H. Ziegler
- Production : Warner Bros
- Durée : 91 min
- Date de sortie : États-Unis : 11 novembre 1959

## Distribution
- Clint Walker (VF : Jean Amadou) : Luther "Yellowstone" Kelly
- Edd Byrnes (VF : Georges Poujouly) : Anse Harper
- John Russell (VF : Robert Bazil) : Gall
- Ray Danton (VF : Jean-Pierre Duclos) : Sayapi
- Claude Akins (VF : Serge Sauvion) : le sergent
- Rhodes Reason (VF : René Arrieu) : Major Towns
- Andra Martin (en) (VF : Nelly Benedetti) : Wahleeah
- Warren Oates (VF : Gérard Darrieu) : le caporal
- Gary Vinson (VF : Roger Rudel) : le lieutenant
- Chief Yowlachie (non crédité ) : le sorcier
- Harry Shannon (VF : Émile Duard) : le capitaine du Far West

## Autour du film
- Tournage en extérieurs en Arizona, à Sedona et à la Forêt nationale de Coconino.

## Commentaires
- « Un beau western humaniste et progressiste que traverse l'amour-passion dans un superbe décor naturel. Le duo Burt Kennedy-Gordon Douglas jette sur les Indiens un regard compatissant mais dépourvu de mièvrerie tout en fustigeant au passage les arrivistes massacreurs de peau cuivrée. L'anti-Fort Invincible, en somme »[1].